# BMD-20
Le BMD-20 (désignation GRAU 8U33) était un lance-roquettes multiple (LRM) de 200 mm créé par l'Union soviétique.

## Aperçu
Suite au succès des systèmes d'artillerie-roquettes comme le Katioucha durant la Seconde Guerre mondiale, l'Union soviétique poursuivit le développement de telles armes. Le développement du BMD-20 commença en 1947 et il fut accepté en service dans l'Armée rouge en 1952. Le système était basé sur un châssis de camion ZIS-151 6×6 portant quatre roquettes dans un treillis d'acier ouvert reposant à +9° d'élévation qui pouvait être relevé à +60° et pivoter de 20° sur les côtés. Le lanceur est servi par huit hommes, dont trois sont assis dans la cabine et le reste assis à l'extérieur. Les fenêtres de la cabine sont protégées par des couvercles métalliques pliants lors du tir. Une fois en position, le BMD-20 peut être prêt à tirer en deux minutes,,,,.
Chaque roquette MD-20F de 200 mm stabilisée par ailettes mesurait 3,05 m de long et pesait 194 kg avec une ogive explosive de 30 kg. Elles avaient une portée maximale de 19 km et pouvaient toutes être tirées en 4 à 6 secondes. Accompagné d'un véhicule de rechargement, le lanceur nécessitait cinq hommes et 6 à 10 minutes pour être rechargé manuellement, ce qui se faisait généralement dans un autre emplacement éloigné de la position de tir pour éviter les tirs de contrebatterie. Bien que puissantes, les roquettes n'étaient pas précises, se dispersant de 90 à 210 mètres les unes des autres, si bien que plusieurs lanceurs étaient destinés à être utilisés simultanément pour bombarder une large zone,,.

## Service
Le BMD-20 entra en service avec l'Union soviétique en 1952 et resta en production jusqu'à la fin de la décennie avec 4 000 systèmes produits. Il fut en service jusqu'au milieu des années 1970 quand il fut remplacé par le BM-27 Ouragan. Contrairement à d'autres systèmes d'artillerie soviétiques, il ne fut pas largement exporté. Il fut exporté vers l'Éthiopie, qui les utilisa jusqu'à la fin des années 1980, ainsi que vers Cuba,,.
La Corée du Nord reçut 200 BMD-20 au milieu des années 1950 et a encore cette arme en service. Les roquettes sont montées sur le camion ZIL-157 et sur des lanceurs navals.